# 178 Belisana
178 Belisana è un asteroide roccioso che orbita all'interno della fascia principale del sistema solare.

## Storia
Belisana è stato scoperto dall'astronomo austriaco Johann Palisa il 6 novembre 1877 dall'Osservatorio della marina di Pola. Il suo nome deriva da quello della divinità celtica Belisama.